# 真空波動研
真空波動研（しんくうはどうけん）とは、黒羽製作所が開発、リリースするWindows用メディアプレーヤー。

## 主な機能

### コーデック
Windows Media Player 9以降のフロントエンドと称しており、9以降のコンポーネントを使用する。そのため、9以降互換のコーデックさえあればどのような形式のファイルでも再生できる。
- 100518のバージョンより、コンポーネントが6.4から9以降に変更された。
- 100701より、コンポーネントを6.4に戻したおまけ版が同梱されるようになった。
- 140713より、SuperLiteにコマンドライン版が同梱されるようになった。

### メディアファイルの詳細な情報
メディアファイルの詳細な情報を表示できる。コーデックを利用せずに独自に解析しているため、必要なコーデックが不明な場合でもそれを知ることができる。
（RIFF AVI、Matroska、oggを使用していた場合、映像のコーデックがDivX5かXviDであれば、そのバージョンも表示される）

### プレイリスト
プレイリスト機能があり、音楽再生用として常用に耐える機能も持っている。

### 再生曲情報の送信
twitter上に曲情報をツイートする機能がある。
- mixi stationについては、mixi でのサービス終了により曲情報の送信機能は削除された。
- MSN Messanger（Live Messenger）についてはサービス終了により曲情報の送信機能は削除された。
- Skypeについてはメジャーバージョンアップに伴いAPIが削除されたため曲情報の送信機能は削除された。

### 区間再生
この種のメディアプレーヤーとしては珍しく、任意の区間を繰り返し再生することも可能で、記録した映像の確認などの用途にも向いている。もちろん、再生速度も変更できる。

### 実行環境
Windows Media Player 9以降のコンポーネントを使用しているため、対応OSはWindows 2000以降となる。
- 100503でのunicode対応に伴い、対象OSからWindows 9x系が外れた。ただし、ANSI版Sinku.dllは更新が続けられているため、非unicode対応の最終バージョンである100307にこのDLLを上書きすることで最新の更新を反映することができるようになっている。
- 100518にて、Windows Vista/7 対応のため、Windows Media Player 9以降のコンポーネントの利用により、Windows NT 4.0が対応OSから外れた。

## 派生版
- Lite - プレイリスト機能のみに限定したもの。ランチャーとして使用できる。
- SuperLite - 機能をメディアファイルの情報の取得のみに限定してGUIを省略したもの。情報はクリップボードにコピーされる。